# William Lueck
William Rudolph Lueck (geb. 22. Mai 1900 in Gardena, North Dakota; gest. 25. Februar 1979 in Normal, Illinois) war ein US-amerikanischer Pädagoge und Mathematiker, der einige Werke auf dem Gebiet der Didaktik veröffentlichte.

## Leben
Lueck wurde als Sohn von Rudolph Carl Lueck und der deutschen Auswanderin Emilia Wilhelmina Lueck (geb. Huhnholz) geboren. Er promovierte an der University of Iowa und wurde 1936 zum Assistenzprofessor für Mathematik an der Illinois State University ernannt. 1946 wurde Lueck der Abteilung für Psychologie und Pädagogik zugeteilt und auf eine Professur für Pädagogik berufen. 1968 wurde er emeritiert.
Er war seit 1941 mit der Lehrerin Iona Heuerman Lueck (1912–2019) verheiratet und Vater des Geologen Everett Lueck. Sowohl er als auch seine Frau waren aktive Mitglieder der methodistischen Kirche ihrer Gemeinde und zivile Ausbilder für das Army Air Field in Truax, Wisconsin während des Zweiten Weltkriegs.

## Schriften (Auswahl)
- The arithmetical and algebraic disabilities of students pursuing first year college physics. University of Iowa, Iowa City 1932, OCLC 1150194.
- Algebra readiness test. Public School Publishing, Bloomington 1947, OCLC 54130425.
- An introduction to teaching. Holt, New York 1953, OCLC 1579364.
- Effective secondary education. Burgess Publishing, Minneapolis 1966, OCLC 182061.